# Muraenesox cinereus
Muraenesox cinereus (Forsskål, 1775) è un pesce osseo marino appartenente alla famiglia Muraenesocidae.

## Distribuzione e habitat
L'areale di questa specie si estende sull'intero Indo-Pacifico dal mar Rosso e il golfo Persico al Giappone meridionale, al mar degli Alfuri e al nord dell'Australia e a est fino alle isole Figi e a Tuvalu. Risulta presente nel mar Mediterraneo orientale in seguito alla migrazione lessepsiana, risultano due catture, una in Israele nel 1982 e uno in Turchia nel 2020.
È una specie demersale presente su fondi sabbiosi e fangosi costieri e mediamente profondi fino a 800 metri. Si incontra anche in lagune, barriere coralline, estuari anche in acque salmastre e, occasionalmente, del tutto dolci.

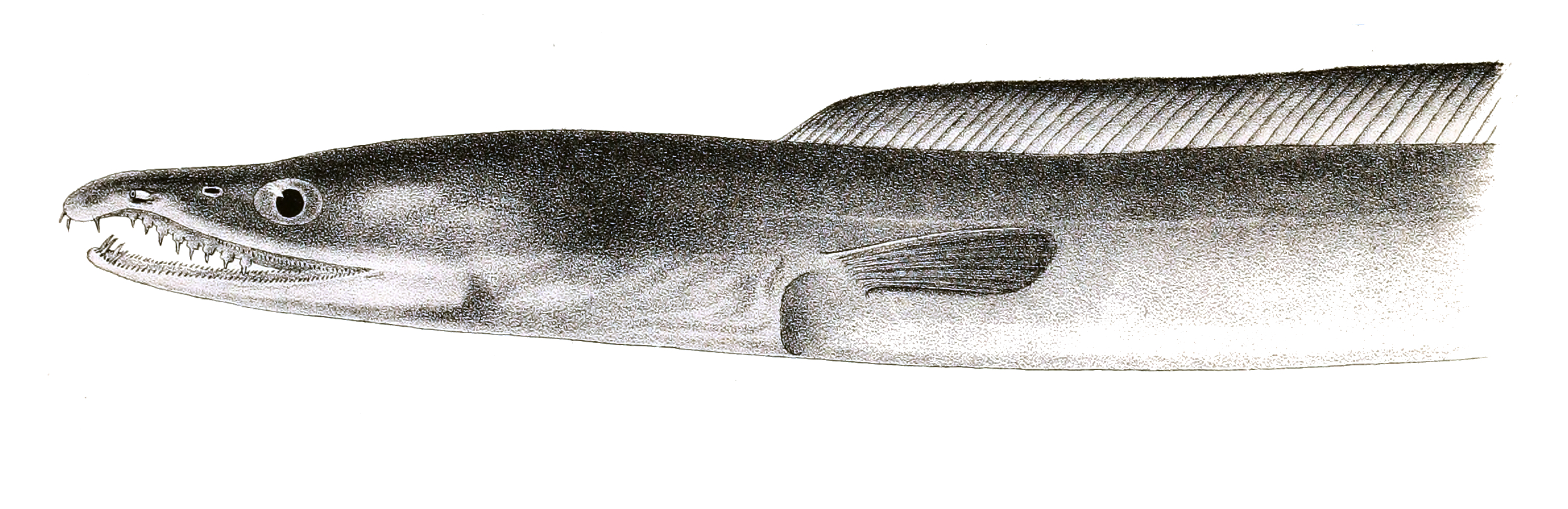
Particolare della testa

## Descrizione
Come tutti gli anguilliformi ha corpo molto allungato a sezione cilindrica che si appiattisce nella regione della coda con le pinne dorsale, caudale e anale unite e pinne ventrali assenti. Ha muso allungato, bocca molto ampia che si estende oltre l'occhio e denti grandi e vistosi. La mascella superiore è più lunga dell'inferiore. Il colore va da grigio a brunastro, le pinne impari sono bordate di scuro.
La taglia massima nota è di 220 cm ma comunemente non supera gli 80.

## Biologia
Vive fino a 15 anni.

### Alimentazione
Si nutre di pesci e crostacei

### Riproduzione
La riproduzione in Kerala (India) avviene tra agosto e febbraio

## Pesca
È un'importante target per la pesca commerciale, soprattutto in Cina (circa il 90% del pescato). Viene pescato prevalentemente con palamiti e reti a strascico. Le carni sono apprezzate nell'estremo Oriente e viene commercializzato fresco. Viene utilizzato anche come esca per la cattura di squali. In Giappone viene allevato in acquacoltura.

## Conservazione
Sebbene questa specie sia pescata sia come specie target che come bycatch le popolazioni non sembrano essere in declino e appare relativamente abbondante in tutto l'areale. Solo in Corea del Sud le popolazioni sembrano essere in moderata regressione e per questo sono stati presi provvedimenti per la ricostituzione degli stock. Nel complesso questa specie non sembra minacciata e quindi viene classificata dalla Lista rossa IUCN come "a rischio minimo".